# إيكر غابارين
إيكر غابارين غونزاليس (بالإسبانية: Iker Gabarain)‏ (من مواليد 21 مايو 1977 في تولوسا، غيبوثكوا) هو لاعب كرة قدم إسباني متقاعد، لعب باعتباره الظهير الأيسر.

## وصلات خارجية
- إيكر غابارين على موقع قاعدة بيانات كرة القدم.إي يو (الإنجليزية)
- إيكر غابارين على موقع Soccerway.com (الإنجليزية)
- إيكر غابارين على موقع AS.com (الإسبانية)

- BDFutbol profile
- Futbolme profile (بالإسبانية)
- Soccerway profile